# Übertrag
Der Übertrag (englisch carry) ist ein Begriff aus der Mathematik und steht für das Zahlzeichen in einem besonderen Teilschritt bei arithmetischen Operationen mit Zahlen, die durch ein Stellenwertsystem dargestellt werden. Bei der üblichen Berechnung von Zahlen im Dezimalsystem spricht man so auch von Zehnerübertrag.
In einem Zahlensystem mit Stellenwerten werden Zahlen dargestellt durch Zahlzeichen, bei denen den symbolisierenden Ziffern neben deren Ziffernwert jeweils noch ein Stellenwert nach der jeweiligen Stelle in einer Ziffernfolge zugeordnet ist. Zwei Zahlen {\displaystyle x} und {\displaystyle y} haben damit je ein Zahlzeichen mit durchnummerierbaren Stellen, 
{\displaystyle x=x_{n}\ldots x_{i}\ldots x_{1}x_{0}\quad {\text{und}}\quad y=y_{m}\ldots y_{i}\ldots y_{1}y_{0}} ,
wobei an jeder Stelle eine bestimmte Zahl an Ziffern verfügbar ist, die als Grundzahl oder Basis {\displaystyle b} das jeweilige Zahlensystem kennzeichnet, so beim Dezimalsystem zehn Ziffern. Sollen die derart ({\displaystyle b}-adisch) dargestellten Zahlen nun durch eine Rechenoperation miteinander verknüpft werden, beispielsweise die Zahlen {\displaystyle x} und {\displaystyle y} addiert werden, muss man also stellenweise vorgehen. Dann kann an der Stelle {\displaystyle i} ein Übertrag entstehen, wenn das Zwischenergebnis {\displaystyle z} der Verknüpfung der einzelnen Ziffern {\displaystyle x_{i}\ } und {\displaystyle \ y_{i}} größer oder gleich {\displaystyle b} ist und somit eine mehrstellige Ziffernfolge. Die Ziffern der {\displaystyle k} überzähligen Stellen {\displaystyle z_{k}\ldots z_{1}} von {\displaystyle z} werden dann mit denen der Stellen {\displaystyle i+1} bis {\displaystyle i+k} von {\displaystyle x} und {\displaystyle y} verknüpft.
Wenn der Zahlenbereich eingeschränkt ist, kann es bei Addition oder Subtraktion zu arithmetischen Überläufen kommen. 

## Beispiel: Addition

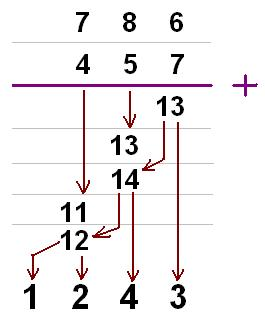
Beispiel: 786 + 457

Addiert man die Zahlen 195 und 107 in dezimaler Zahlendarstellung, entstehen wie folgt zwei Überträge (hier rot dargestellt):
{\displaystyle {{\begin{matrix}\ &1_{\ }&9_{\ }&5\\+&1_{\color {Red}1}&0_{\color {Red}1}&7\end{matrix}} \over {\begin{matrix}\quad &3_{\ }&0_{\ }&2\end{matrix}}}}
Die Addition führt im ersten Rechenschritt {\displaystyle 5+7} zu einem Ergebnis, das sich mit dem vorliegenden Ziffernvorrat nicht mehr einstellig angeben lässt: {\displaystyle 12}. Daher wird die Ziffer niedrigster Position, in diesem Fall die {\displaystyle 2}, an dieser Stelle eingetragen werden und eine Ziffer höherer Position auf die entsprechende Stelle übertragen, in diesem Fall also die {\displaystyle 1} als Übertrag an die nächste Stelle. Der zweite Rechenschritt {\displaystyle 9+0} ergibt {\displaystyle 9}. Doch muss nun an dieser Stelle noch der Übertrag {\displaystyle 1} berücksichtigt und zu {\displaystyle 9} gezählt werden. {\displaystyle 9+1} liefert wieder ein zweistelliges Ergebnis und nochmal eine {\displaystyle 1} als Übertrag, der zu {\displaystyle 1+1} dazugezählt {\displaystyle 3} ergibt.
Auch in anderen Zahlendarstellungen, wie der dualen, wird mit dieser Methode addiert: 
{\displaystyle {{\begin{matrix}\ &{\ }_{\ }&1_{\ }&0_{\ }&1\\+&{\ }_{\color {Red}1}&1_{\ }&0_{\color {Red}1}&1\end{matrix}} \over {\begin{matrix}\quad &1_{\ }&0_{\ }&1_{\ }&0_{\ }\end{matrix}}}}

## Verwandte Themen
In der Informationstechnologie wird der Übertrag durch ein Übertragsbit (Carry-Bit) realisiert.